# Alcivan Tadeus Gomes de Araújo
Alcivan Tadeus Gomes de Araújo (* 21. Mai 1972 in Cerro Corá, Rio Grande do Norte) ist ein brasilianischer römisch-katholischer Geistlicher und Weihbischof in Paraíba.

## Leben
Alcivan Tadeus Gomes de Araújo absolvierte von 1990 bis 1991 ein theologisches Propädeutikum am Priesterseminar Santo Cura d’Ars in Caicó. Anschließend studierte er als Alumnus des erzbischöflichen Priesterseminars São José in Rio de Janeiro von 1991 bis 1993 Philosophie an der Faculdade Eclesiástica de Filosofia João Paulo II und von 1993 bis 1996 Katholische Theologie am Theologischen Institut des Erzbistums São Sebastião do Rio de Janeiro. Am 1. Februar 1997 empfing er das Sakrament der Priesterweihe für das Bistum Caicó.
Nach der Priesterweihe war Alcivan Tadeus Gomes de Araújo als Pfarrvikar der Pfarreien Sant’Ana und Imaculada Conceição in Currais Novos tätig, bevor er 1998 Regens des Priesterseminars Santo Cura d’Ars in Caicó und Pfarradministrator des Pastoralen Raums Nossa Senhora do Patrocínio in São Fernando wurde. Von 1999 bis 2002 war er Pfarrer der Pfarrei São Francisco de Assis in Lagoa Nova und von 2003 bis 2009 Pfarrer der Pfarrei São Sebastião in Parelhas. Zusätzlich leitete er von 2004 bis 2007 die Diözesanstelle für die Sozialpastoral im Bistum Caicó. 2009 wurde Alcivan Tadeus Gomes de Araújo für weiterführende Studien nach Rom entsandt, wo er 2012 an der Päpstlichen Universität Gregoriana ein Lizenziat im Fach Kanonisches Recht erwarb. Nach der Rückkehr in seine Heimat wirkte er zunächst als Pfarradministrator der Pfarrei Nossa Senhora dos Remédios in Cruzeta, bevor er 2015 Pfarrer der Pfarrei Sant’Ana in Caicó wurde. Ab 2023 war er Pfarrer der Pfarrei Nossa Senhora da Conceição in Jardim do Seridó.
Neben seiner Tätigkeit in der Pfarrseelsorge fungierte Alcivan Tadeus Gomes de Araújo als Bischofsvikar für die geweihten Amtsträger und die Berufungspastoral sowie als Diözesanökonom und stellvertretender Leiter der kirchlichen Radiosender 95.9 FM und 102.7 Rural FM in Caicó. Ferner war er Offizial des Bistums Caicó und Vizeoffizial am interdiözesanen Kirchengericht der Kirchenprovinz Natal. Zudem leitete er die Casa de Formação Inicial São João Paulo II. Darüber hinaus gehörte er dem Priesterrat und dem Konsultorenkollegium sowie der Diözesankommission für Architektur und sakrale Kunst und dem Verwaltungsrat der Fundação Educacional Sant’Ana an.
Am 8. November 2023 ernannte ihn Papst Franziskus zum Titularbischof von Fata und zum Weihbischof in Paraíba. Der Bischof von Caicó, Antônio Carlos Cruz Santos MSC, spendete ihm am 2. Februar 2024 in der Kathedrale Sant’Ana in Caicó die Bischofsweihe; Mitkonsekratoren waren der Erzbischof von Paraíba, Manoel Delson Pedreira da Cruz OFMCap, und der emeritierte Erzbischof von Natal, Heitor de Araújo Sales. Sein Wahlspruch Pasce oves meas („Weide meine Schafe“) stammt aus Joh 21,17 .